# Cupololitiasi
La cupololitiasi o canalolitiasi o VPPB (vertigine parossistica posizionale benigna, dal latino vertere, che significa "girare") è una malattia (più precisamente un disturbo meccanico) dell'orecchio umano. Minuscole concrezioni di ossalato di calcio e carbonato di calcio, dette "otoliti", risiedono nella cupola che ricopre l'apparato ciliare dell'epitelio sensoriale dell'utricolo e del sacculo, organi che presiedono all'equilibrio negli spostamenti avanti-indietro (es. automobile) e su-giù (es. ascensori). Nella cupololitiasi gli otoliti si distaccano e viaggiano nel liquido dei canali semicircolari, che invece presiedono l'equilibrio degli spostamenti angolari. Così facendo stimolano in maniera erronea tali recettori, causando l'illusione della rotazione.

## Eziologia
Le cause della cupololitiasi sono varie e in larga parte ignote. La si riconduce per lo più a idrope sacculare, traumi cranici, incidenti sportivi o di altro genere, forti stress prolungati, ereditarietà, fisiologico ricambio periodico degli otoconi e altro.
La malattia non incide sul fisico minimamente, ma, frenando per un tempo abbastanza lungo la vita normale del paziente, può dare riscontri di natura psicologica, che potrebbero a loro volta rallentare di molto la guarigione.
La recidività del disturbo è considerata normale.

## Diagnosi
La diagnosi di VPPB è confermata tramite la manovra chiamata test di Dix-Hallpike, che andrà eseguita prima dal lato destro e poi dal lato sinistro, per evidenziare la presenza degli otoliti in una o, a seconda della gravità, entrambe le orecchie.
In questa manovra, che deve essere eseguita in presenza di altra persona se si esegue in proprio, il paziente è abbassato prima dal lato destro, da una posizione seduta a una distesa, con la testa girata a 45 gradi rispetto alle spalle. Occorre fare attenzione, poiché tale manovra è utile a verificare la presenza del suddetto tipo di vertigine (quella VPPB) e quindi si deve essere pronti a controllare un accesso rotatorio e di nausea che ne consegue, tipico della VPPB.
Se si causa una forte vertigine rotatoria, si hanno otoliti nei canali semicircolari dell'orecchio destro. Nel caso in cui non si causasse alcuna vertigine, i canali semicircolari dell'orecchio destro sono liberi da "detriti otoconiali". Questo movimento viene poi ripetuto, dopo avere aspettato alcuni minuti se con la manovra di prima si fosse causata vertigine, con la testa girata dall'altra parte, per verificare la presenza di otoliti nei canali semicircolari dell'altro orecchio.
Se dopo avere eseguito la suddetta manovra, sia a destra che a sinistra, non si causasse alcun tipo di effetto, la causa delle vertigini di cui si soffre andrebbe ricercata in altro tipo di vertigine e quindi la diagnosi si distaccherebbe dalla VPPB.
Se invece si fosse affetti da VPPB, con la manovra o a destra o a sinistra, si dovrebbe sicuramente provocare vertigine e nistagmo (movimento congiunto dei globi oculari) quando l'orecchio sofferente è direzionato verso il basso dal lato in cui vi è presenza di otoliti nei canali semicircolari dell'orecchio interno.
La valutazione della VPPB dovrebbe essere fatta al più presto da un professionista del settore medico-sanitario esperto nell'amministrazione dei disordini da vertigini, comunemente un labirintologo, otorino, fisioterapista, o altro medico specializzato.

## Sintomatologia
La conseguenza è una fortissima crisi vertiginosa o vertigine, che colpisce all'improvviso il paziente, alle volte durante il sonno, dando la sensazione che la stanza e tutti gli oggetti girino vorticosamente o in senso orario oppure in senso antiorario. Tale crisi è di solito riferita a determinate posizioni, da cui il nome "Vertigine Parossistica Posizionale Benigna". A seconda della parte colpita (labirinto destro oppure sinistro) la vertigine si intensifica girandosi sul cuscino dal lato dell'orecchio interessato. La sensazione di vertigine può sopravvenire anche nell'atto di coricarsi sul letto oppure nell'alzarsi dallo stesso. Essendo appunto una "vertigine di posizione" sarebbe opportuno che il paziente affetto prendesse atto che i sintomi si alleviano fino a scomparire se si intraprendono movimenti molto lenti nell'alzarsi, coricarsi o girarsi sul fianco.
Se invece si fanno movimenti veloci, e poiché la gran parte delle vertigini di posizione si produce a partire dalla posizione sdraiata, con l'orecchio malato verso il basso, quando al mattino la persona affetta da questo tipo di problema cerca di sedersi sul bordo del letto per alzarsi, appare un'impressionante vertigine, e quindi il paziente è indotto a ridistendersi immediatamente e velocemente. Questo però provoca un'altra grande vertigine e quindi la persona non osa più muoversi e rimane a letto. È allora assolutamente necessario fare movimenti molto lenti e alzarsi dal letto in tre o quattro fasi, per evitare che gli "otoliti" si muovano velocemente nei canali semicircolari, dove si sono erroneamente andati a posizionare. La stessa cautela è da utilizzarsi per coricarsi nel letto.
È anche necessario utilizzare un cuscino ortopedico da cervicale. Il non utilizzare tale tipo di cuscino per dormire sarebbe un errore, poiché questo modo di dormire causerebbe un cattivo posizionamento della testa sul materasso, soprattutto girandosi sul fianco. Questo faciliterebbe lo spostamento degli otoliti dall'utricolo e dal sacculo ai canali semicircolari. Per rendersi conto di cosa effettivamente capiterebbe nel non utilizzare il cuscino, si rimanda alle immagini presenti nelle voci orecchio e orecchio interno. Pertanto è da evitare accuratamente l'utilizzo di cuscini che non siano ortopedici e per cervicale.
Elenco sintomi:
1. Vertigini: con senso rotatorio o destro oppure sinistro.
2. Breve durata: da pochi secondi a qualche minuto.
3. Posizionale: può essere indotta soltanto da un cambiamento nella posizione.
4. Nausea: è spesso associata.
5. Disturbi della vista: può essere difficile leggere o vedere durante l'attacco dovuto al nistagmo (movimento rotatorio e congiunto dei bulbi oculari) collegato.
6. La Pre-Sincope (sensibilità debole) o la sincope (perdita dei sensi) è inusuale.
7. L'emetismo (il vomitare) è raro ma possibile.

Segni:
1. Il nistagmo (di torsione) rotatorio, dove la parte superiore degli occhi girano verso l'orecchio affetto in un modo battente o tirante, ha uno stato latente e può essere affaticato (disponendosi ripetutamente nella posizione che causa la vertigine i sintomi dovrebbero diminuire ogni volta).
2. Il nistagmo dovrebbe durare soltanto da 30 secondi ad un minuto o poco più.

Il nistagmo associato con la VPPB ha parecchie caratteristiche importanti che lo differenziano da altri tipi di nistagmi. 
- È "posizionale": infatti, il nistagmo si presenta soltanto in determinate posizioni.
- Ha uno "stato latente" prima di iniziare: presenta 5-10 secondi di ritardo prima dell'inizio del nistagmo.
- La "durata del nistagmo": è di 5-120 secondi.
- "Fissazione visiva": la fissazione visiva di un determinato punto nello spazio, sopprime il nistagmo dovuto alla VPPB.
- Il nistagmo presenta una "Componente rotatoria o di torsione".

## Terapia
Visto che il carbonato di calcio non è solubile, la guarigione può richiedere tempi lunghi, per cui si procede con la fisioterapia, con alcune manovre liberatorie, che, facendo muovere il paziente in un determinato modo, tendono a liberare i canali dagli otoliti. La più nota è la Manovra di Semont, dal nome del medico francese Alain Semont che l'ha ideata.
Per liberare i canali semicircolari dagli otoliti si può anche praticare la manovra di seguito descritta, definita di Brandt-Daroff. Al mattino e alla sera (cinque ripetizioni di questi esercizi dovrebbero essere eseguite per tre settimane) ci si deve sedere sul letto e, aiutati da altra persona, si deve inclinare il corpo lateralmente alla destra fino a toccare il materasso con la spalla (mantenendo la testa in linea con la colonna vertebrale) e restare nella suddetta posizione per 30 secondi. Poi, sempre aiutati da altra persona si ritorna in posizione verticale stando sempre seduti sul letto. In questa posizione seduta si rimane per altri 30 secondi. 
Poi, sempre aiutati da altra persona, si deve inclinare il corpo lateralmente alla sinistra fino a toccare il materasso con la spalla (mantenendo la testa in linea con la colonna vertebrale) e restare nella suddetta posizione per altri 30 secondi.
In questo modo, dopo pochi giorni, gli otoliti si riposizioneranno nella zona dell'utricolo e del sacculo, fuoriuscendo, quindi, dai canali semicircolari dove causano la VPPB e dove verranno eliminati dalle cellule scure predisposte a tale scopo.
Evitare anche di usare in luoghi poco ventilati: acquaragia, vernici per dorature di legni o metalli, solventi per unghie, smalti per unghie etc., che presentano la avvertenza R67.
Evitare inoltre di abusare l'utilizzo di piante ad alto contenuto di ossalato di calcio, ad esempio rabarbaro, altea, dieffenbachia, pastinaca.
L'abuso o il troppo consumo di alimenti con alto contenuto di ossalato di calcio potrebbe favorire l'insorgenza del suddetto tipo di VPPB, oltre che favorire l'insorgenza di calcoli renali.

### Terapia farmaceutica
La cupololitiasi non necessita di particolari cure farmacologiche.
Il trattamento medico con farmaci anti-vertigini può essere preso in considerazione nelle crisi acute e severe di VPPB, ma nella maggior parte dei casi non è indicato alcun tipo di utilizzo di medicinali.
Questi farmaci includono droghe della classe degli antistaminici e della categoria anticolinergici, quali la meclizina e la scopolamina. 
Questi offrono il trattamento sintomatico, cioè solamente dei sintomi e quindi non eliminano la causa, ovvero i cristalli di carbonato di calcio che sono posizionati nei canali semicircolari. 
Questi farmaci non interessano, quindi, il grado di risoluzione della causa della vertigine, ma eliminano temporaneamente gli effetti della vertigine in sé, ovvero la sensazione di rotazione e di malessere che provoca. 
L'uso dei farmaci è consentito se non necessario, per sopprimere i sintomi durante le manovre di posizionamento, solo nel caso in cui il paziente abbia sintomi severi e che possono non essere tollerati.

### Trattamento chirurgico
Nel caso in cui, i trattamenti con le varie manovre liberatorie, per riposizionare i cristalli di carbonato di calcio nella zona dell'utricolo o del sacculo dove le cellule scure predisposte alla loro distruzione li elimineranno, non avranno dato il grado di risoluzione sperato e nel qual caso i cristalli presenti nei canali semicircolari siano in quantità troppo elevata ed abbiano la tendenza ad aggregarsi, allora sarebbe necessario un intervento chirurgico per svuotare i canali semicircolari dai detriti otoconiali. I trattamenti chirurgici si rendono necessari anche a seguito di una occlusione del canale semicircolare da parte degli otoconi. Questo trattamento chirurgico presenta lo stesso rischio di tutte le procedure neurochirurgiche e pertanto si utilizza solamente per casi di particolare gravità e rarità.
Il ricorso a questi trattamenti è riservato, quindi, ai casi più severi e persistenti e quando vengono a mancare totali risultati della riabilitazione vestibolare (riposizionamento delle particelle e terapia di assuefazione).

## Prognosi
La benignità della malattia è data dal fatto che essa non ha conseguenze di rilievo sul soggetto (neanche l'udito stesso è a rischio) e dal fatto che tende a regredire spontaneamente col tempo.